# إيزابيل ريتشر
إيزابيل ريتشر هي ممثلة كندية، ولدت في 14 يونيو 1966 في كندا.

## وصلات خارجية
- إيزابيل ريتشر على موقع IMDb (الإنجليزية)
- إيزابيل ريتشر على موقع ألو سيني (الفرنسية)
- إيزابيل ريتشر على موقع أول موفي (الإنجليزية)
- إيزابيل ريتشر على موقع قاعدة بيانات الفيلم (الإنجليزية)
- إيزابيل ريتشر على موقع كينوبويسك (الروسية)